# Bánh mì thanh long
Bánh mì thanh long là một loại bánh mì làm từ quả thanh long, do doanh nhân kiêm đầu bếp Kao Siêu Lực sáng tạo nhằm giải cứu nông sản trong đại dịch COVID-19. Loại bánh này sử dụng hỗn hợp bột bằng sinh tố thanh long thay cho nước để cho ra lớp vỏ màu hồng tươi. Khi mới ra mắt, món ăn đã thu hút được sự quan tâm rất lớn từ người tiêu dùng, khiến chuỗi cửa hàng của Kao Siêu Lực phải nâng mức sản xuất lên 20.000 ổ bánh mì thanh long mỗi ngày chỉ trong thời gian ngắn. Ngoài ra, nhiều công thức chế biến thực phẩm làm từ thanh long còn bắt nguồn từ loại bánh này, nổi bật trong số đó là món burger của hãng KFC.

### Sáng chế

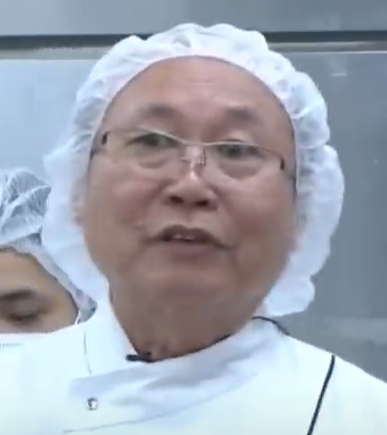
Ông Kao trong một cuộc phỏng vấn với VTV1 vào tháng 3 năm 2020